# توماس كولينز (لاعب كريكت)
توماس كولينز (31 يناير 1841 - 16 مارس 1934) (بالإنجليزية: Thomas Collins)‏ هو لاعب كريكت بريطاني (وحمل سابقاً جنسية المملكة المتحدة لبريطانيا العظمى وأيرلندا).